# Eilema hybrida
Eilema hybrida là một loài bướm đêm thuộc phân họ Arctiinae, họ Erebidae.